# Xanthorhoe solutata
Xanthorhoe solutata là một loài bướm đêm trong họ Geometridae.